# Aeaea rhynchosiae
Aeaea rhynchosiae är en fjärilsart som beskrevs av Hodges 1964. Aeaea rhynchosiae ingår i släktet Aeaea och familjen fransmalar. Inga underarter finns listade i Catalogue of Life.